# Galactites
Genre
Galactites est un genre de plantes à fleurs de la famille des Asteraceae, appelées galactites ou galactitès. Son nom est dérivé du grec γάλακτος (= "lait"). L'espèce la plus connue est Galactites tomentosa Moench.
Ce genre a été décrit pour la première fois en 1794 par le botaniste allemand Conrad Moench (1744-1805).

## Liste d'espèces
Selon The Plant List (21 novembre 2014) et Catalogue of Life (21 novembre 2014):
- Galactites duriaei Spach ex Durieu
- Galactites mutabilis Durieu
- Galactites rigualii ""Figuerola, Stübing & Peris""
- Galactites tomentosa Moench - Galactite tomenteuse, Galactite cotonneux, Chardon laiteux

Selon Tropicos (21 novembre 2014) (Attention liste brute contenant possiblement des synonymes) :
- Galactites australis Sweet ex Steud.
- Galactites duriaei Spach
- Galactites elegans (All.) Nyman ex Soldano
- Galactites flavospinosus Klatt
- Galactites ludovicae Bertrand
- Galactites mutabilis Durieu
- Galactites pumilus Porta
- Galactites pyracantha Durieu ex Willk. & Lange
- Galactites souliei Sennen & Pau
- Galactites tomentosus Moench
- Galactites × rigualii Figuerola, Stübing & Peris